# Volleyball Casalmaggiore 2018-2019
Questa voce raccoglie le informazioni riguardanti il Volleyball Casalmaggiore nelle competizioni ufficiali della stagione 2018-2019.

## Stagione
Nella stagione 2018-19 il Volleyball Casalmaggiore assume la denominazione sponsorizzata di Èpiù Pomì Casalmaggiore.
Partecipa per la sesta volta alla Serie A1; chiude la regular season di campionato al sesto posto in classifica, qualificandosi per i play-off scudetto, dove viene sconfitta ai quarti di finale dalla Savino Del Bene.
Grazie al quinto posto al termine del girone di andata di campionato, il Casalmaggiore si qualifica per la Coppa Italia, uscendo ai quarti di finale a seguito della doppia sconfitta contro la UYBA.

## Organigramma societario
Area direttiva
- Presidente: Massimo Boselli

Area tecnica
- Allenatore: Marco Gaspari
- Allenatore in seconda: Rossano Bertocco (dal 20 novembre 2018)
- Assistente allenatore: Nicola Bolzoni

## Rosa
| N° | Nome                 | Ruolo | Data di nascita   | Nazionalità sportiva |
| -- | -------------------- | ----- | ----------------- | -------------------- |
| 3  | Katarzyna Skorupa    | P     | 16 settembre 1984 | Polonia              |
| 4  | Giulia Mio Bertolo   | C     | 24 maggio 1995    | Italia               |
| 5  | Ilaria Spirito       | L     | 20 febbraio 1994  | Italia               |
| 6  | Silvia Lussana       | L     | 30 ottobre 1988   | Italia               |
| 7  | Francesca Marcon     | S     | 9 luglio 1983     | Italia               |
| 8  | Alexa Gray           | S     | 7 agosto 1994     | Canada               |
| 9  | Caterina Bosetti     | S     | 2 febbraio 1994   | Italia               |
| 10 | Danica Radenković    | P     | 9 ottobre 1992    | Serbia               |
| 13 | Valentina Arrighetti | C     | 26 gennaio 1985   | Italia               |
| 14 | Kenia Carcaces       | S     | 22 gennaio 1986   | Cuba                 |
| 15 | Agnieszka Kąkolewska | C     | 17 ottobre 1994   | Polonia              |
| 16 | Giulia Pincerato     | P     | 16 marzo 1987     | Italia               |
| 17 | Polina Rəhimova      | O     | 5 giugno 1990     | Azerbaigian          |
| 20 | Danielle Cuttino     | O     | 22 giugno 1996    | Stati Uniti          |

## Mercato
| Acquisti | Acquisti             | Acquisti         | Acquisti   |
| R.       | Nome                 | da               | Modalità   |
| -------- | -------------------- | ---------------- | ---------- |
| C        | Valentina Arrighetti | Savino Del Bene  | definitivo |
| S        | Caterina Bosetti     | River            | definitivo |
| S        | Kenia Carcaces       | Ageo Medics      | definitivo |
| O        | Danielle Cuttino     | -                | definitivo |
| S        | Alexa Gray           | Soverato         | definitivo |
| C        | Agnieszka Kąkolewska | Budowlani Łódź   | definitivo |
| L        | Silvia Lussana       | SAB              | definitivo |
| S        | Francesca Marcon     | Bergamo          | definitivo |
| C        | Giulia Mio Bertolo   | Zambelli Orvieto | definitivo |
| P        | Giulia Pincerato     | River            | definitivo |
| P        | Danica Radenković    | Muszyna          | definitivo |
| O        | Polina Rahimova      | Fenerbahçe       | definitivo |
| P        | Katarzyna Skorupa    | -                | definitivo |
| L        | Ilaria Spirito       | UYBA             | definitivo |

| Cessioni | Cessioni            | Cessioni          | Cessioni   |
| R.       | Nome                | a                 | Modalità   |
| -------- | ------------------- | ----------------- | ---------- |
| O        | Andrea Drews        | Beylikdüzü Vİ     | definitivo |
| S        | Maret Grothues      | CSM Bucarest      | definitivo |
| S        | Anastasia Guerra    | Shanghai          | definitivo |
| C        | Martina Guiggi      | Aias Evosmou      | definitivo |
| P        | Eleonora Lo Bianco  | -                 | ritirata   |
| L        | Francesca Napodano  | Soverato          | definitivo |
| O        | Polina Rahimova     | Türk Hava Yolları | definitivo |
| P        | Giulia Rondon       | -                 | ritirata   |
| L        | Immacolata Sirressi | Bergamo           | definitivo |
| S        | Ana Starčević       | Chieri '76        | definitivo |
| C        | Jovana Stevanović   | Savino Del Bene   | definitivo |
| O        | Valentina Zago      | Savino Del Bene   | definitivo |
| C        | Marina Zambelli     | Cuneo Granda      | definitivo |

## Risultati

### Serie A1

#### Girone di andata
| 1ª giornata - 27 ottobre 2018 PalaVerde, Villorba                | Imoco           | 3 - 0 | Casalmaggiore     | 25-12, 25-22, 25-14              |
| 2ª giornata - 1º novembre 2018 PalaRadi, Cremona                 | Casalmaggiore   | 3 - 0 | Bergamo           | 25-19, 25-21, 25-23              |
| 3ª giornata - 4 novembre 2018 Nelson Mandela Forum, Firenze      | San Casciano    | 1 - 3 | Casalmaggiore     | 25-19, 19-25, 15-25, 21-25       |
| 4ª giornata - 11 novembre 2018 PalaRadi, Cremona                 | Casalmaggiore   | 3 - 1 | Cuneo Granda      | 25-18, 17-25, 25-16, 25-18       |
| 5ª giornata - 14 novembre 2018 PalaRadi, Cremona                 | Casalmaggiore   | 3 - 0 | Filottrano        | 25-21, 25-19, 25-22              |
| 6ª giornata - 18 novembre 2018 Palazzetto dello Sport, Scandicci | Savino Del Bene | 3 - 0 | Casalmaggiore     | 25-17, 25-21, 25-23              |
| 7ª giornata - 25 novembre 2018 PalaRadi, Cremona                 | Casalmaggiore   | 3 - 0 | Chieri '76        | 25-21, 25-22, 25-18              |
| 8ª giornata - 2 dicembre 2018 PalaRadi, Cremona                  | Casalmaggiore   | 3 - 2 | Millenium Brescia | 18-25, 25-17, 25-21, 18-25, 15-8 |
| 9ª giornata - 10 dicembre 2018 Palazzetto dello Sport, Monza     | Pro Victoria    | 3 - 0 | Casalmaggiore     | 25-19, 25-21, 25-20              |
| 11ª giornata - 23 dicembre 2018 Centro Pavesi, Milano            | Club Italia     | 1 - 3 | Casalmaggiore     | 25-27, 17-25, 26-24, 23-25       |
| 12ª giornata - 26 dicembre 2018 PalaRadi, Cremona                | Casalmaggiore   | 3 - 1 | UYBA              | 25-19, 25-16, 13-25, 26-24       |
| 13ª giornata - 29 dicembre 2018 PalaTerdoppio, Novara            | AGIL            | 3 - 0 | Casalmaggiore     | 25-13, 25-18, 25-23              |

#### Girone di ritorno
| 1ª giornata - 6 gennaio 2019 PalaVerde, Villorba                 | Casalmaggiore     | 0 - 3 | Imoco           | 23-25, 21-25, 20-25               |
| 2ª giornata - 9 gennaio 2019 PalaRadi, Cremona                   | Bergamo           | 3 - 2 | Casalmaggiore   | 25-20, 25-22, 21-25, 17-25, 15-9  |
| 3ª giornata - 12 gennaio 2019 Nelson Mandela Forum, Firenze      | Casalmaggiore     | 3 - 2 | San Casciano    | 25-21, 25-19, 21-25, 16-25, 15-13 |
| 4ª giornata - 27 gennaio 2019 PalaRadi, Cremona                  | Cuneo Granda      | 3 - 1 | Casalmaggiore   | 18-25, 25-23, 26-24, 25-13        |
| 5ª giornata - 30 gennaio 2019 PalaRadi, Cremona                  | Filottrano        | 0 - 3 | Casalmaggiore   | 18-25, 17-25, 20-25               |
| 6ª giornata - 10 febbraio 2019 Palazzetto dello Sport, Scandicci | Casalmaggiore     | 3 - 1 | Savino Del Bene | 26-24, 25-20, 17-25, 27-25        |
| 7ª giornata - 17 febbraio 2019 PalaRadi, Cremona                 | Chieri '76        | 1 - 3 | Casalmaggiore   | 22-25, 21-25, 26-24, 15-25        |
| 8ª giornata - 24 febbraio 2019 PalaRadi, Cremona                 | Millenium Brescia | 0 - 3 | Casalmaggiore   | 22-25, 24-26, 22-25               |
| 9ª giornata - 3 marzo 2019 Palazzetto dello Sport, Monza         | Casalmaggiore     | 1 - 3 | Pro Victoria    | 21-25, 25-20, 17-25, 20-25        |
| 11ª giornata - 17 marzo 2019 Centro Pavesi, Milano               | Casalmaggiore     | 3 - 2 | Club Italia     | 25-18, 19-25, 25-18, 20-25, 15-9  |
| 12ª giornata - 23 marzo 2019 PalaRadi, Cremona                   | UYBA              | 3 - 1 | Casalmaggiore   | 25-21, 30-32, 25-23, 25-16        |
| 13ª giornata - 30 marzo 2019 PalaTerdoppio, Novara               | Casalmaggiore     | 3 - 1 | AGIL            | 25-18, 19-25, 25-19, 25-21        |

#### Play-off scudetto
| Quarti di finale (gara 1) - 6 aprile 2019 PalaRadi, Cremona                  | Casalmaggiore   | 1 - 3 | Savino Del Bene | 18-25, 21-25, 25-17, 20-25 |
| Quarti di finale (gara 2) - 13 aprile 2019 Palazzetto dello Sport, Scandicci | Savino Del Bene | 3 - 0 | Casalmaggiore   | 25-17, 25-22, 25-18        |

### Coppa Italia
| Quarti di finale (andata) - 16 gennaio 2019 PalaRadi, Cremona              | Casalmaggiore | 1 - 3 | UYBA          | 25-18, 17-25, 23-25, 24-26 |
| Quarti di finale (ritorno) - 21 gennaio 2019 PalaPiantanida, Busto Arsizio | UYBA          | 3 - 1 | Casalmaggiore | 15-25, 25-19, 25-22, 25-18 |

## Statistiche

### Statistiche di squadra
| Competizione | Punti | In casa | In casa | In casa | In trasferta | In trasferta | In trasferta | Totale | Totale | Totale |
| Competizione | Punti | G       | V       | P       | G            | V            | P            | G      | V      | P      |
| ------------ | ----- | ------- | ------- | ------- | ------------ | ------------ | ------------ | ------ | ------ | ------ |
| Serie A1     | 43    | 13      | 10      | 3       | 13           | 5            | 8            | 26     | 15     | 11     |
| Coppa Italia | -     | 1       | 0       | 1       | 1            | 0            | 1            | 2      | 0      | 2      |
| Totale       | -     | 14      | 10      | 4       | 14           | 5            | 9            | 28     | 15     | 13     |

G = partite giocate; V = partite vinte; P = partite perse

### Statistiche dei giocatori
| Giocatore      | Serie A1 | Serie A1 | Serie A1 | Serie A1 | Serie A1 | Coppa Italia | Coppa Italia | Coppa Italia | Coppa Italia | Coppa Italia | Totale | Totale | Totale | Totale | Totale |
| Giocatore      | P        | PT       | AV       | MV       | BV       | P            | PT           | AV           | MV           | BV           | P      | PT     | AV     | MV     | BV     |
| -------------- | -------- | -------- | -------- | -------- | -------- | ------------ | ------------ | ------------ | ------------ | ------------ | ------ | ------ | ------ | ------ | ------ |
| V. Arrighetti  | 20       | 136      | 86       | 40       | 10       | 2            | 10           | 7            | 3            | 0            | 22     | 146    | 93     | 43     | 10     |
| C. Bosetti     | 24       | 229      | 193      | 18       | 18       | 2            | 25           | 21           | 3            | 1            | 26     | 254    | 214    | 21     | 19     |
| K. Carcaces    | 26       | 341      | 287      | 28       | 26       | 2            | 15           | 12           | 3            | 0            | 28     | 356    | 299    | 31     | 26     |
| D. Cuttino     | 21       | 225      | 202      | 15       | 8        | 1            | 2            | 2            | 0            | 0            | 22     | 227    | 204    | 15     | 8      |
| A. Gray        | 22       | 54       | 52       | 0        | 2        | 2            | 10           | 10           | 0            | 0            | 24     | 64     | 62     | 0      | 2      |
| A. Kąkolewska  | 25       | 225      | 143      | 73       | 9        | 2            | 15           | 9            | 6            | 0            | 27     | 240    | 152    | 79     | 9      |
| S. Lussana     | 25       | 0        | 0        | 0        | 0        | 2            | 0            | 0            | 0            | 0            | 27     | 0      | 0      | 0      | 0      |
| F. Marcon      | 13       | 45       | 36       | 7        | 2        | 2            | 3            | 3            | 0            | 0            | 15     | 48     | 39     | 7      | 2      |
| G. Mio Bertolo | 12       | 43       | 25       | 14       | 4        | 1            | 2            | 0            | 2            | 0            | 13     | 45     | 25     | 16     | 4      |
| G. Pincerato   | 20       | 29       | 15       | 10       | 4        | 2            | 2            | 0            | 1            | 1            | 22     | 31     | 15     | 11     | 5      |
| D. Radenković  | 18       | 13       | 7        | 6        | 0        | 2            | 2            | 1            | 1            | 0            | 20     | 15     | 8      | 7      | 0      |
| P. Rəhimova    | 15       | 258      | 221      | 11       | 26       | 2            | 40           | 38           | 1            | 1            | 17     | 298    | 259    | 12     | 27     |
| K. Skorupa     | 8        | 20       | 9        | 11       | 0        | -            | -            | -            | -            | -            | 8      | 20     | 9      | 11     | 0      |
| I. Spirito     | 26       | 0        | 0        | 0        | 0        | 2            | 0            | 0            | 0            | 0            | 28     | 0      | 0      | 0      | 0      |

P = presenze; PT = punti totali; AV = attacchi vincenti; MV = muri vincenti; BV = battute vincenti